# 法马古斯塔区
法马古斯塔区（希臘語：Επαρχία Αμμοχώστου，羅馬化：Eparhia Ammohostu），是塞浦路斯的一个区，位于塞浦路斯北部。首府为法马古斯塔。法马古斯塔区的大部分地区为北塞所控制，一小部分为以希腊族为主体的塞浦路斯共和国政府控制。政府控制区内的人口数量为51,500人（2021年）。土控法马古斯塔区被北塞当局划分为同名區份与伊斯凱萊區。

## 行政区划
法马古斯塔区下分为8个市镇和90个社区。市镇如下：
- 阿坎苏（北塞）
- 聖納帕
- 泽里尼亚
- 法马古斯塔（北塞）
- 莱夫科尼科（北塞）
- 利西（北塞）
- 帕拉利姆尼
- 索蒂拉（英语：Sotira, Famagusta）